# Affaire Grimm-Hoffmann

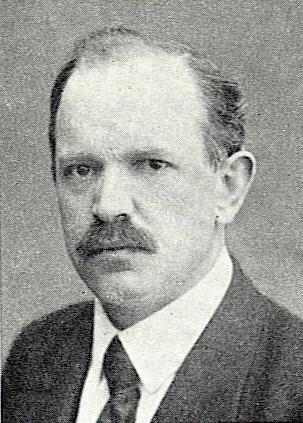
Portrait de Robert Grimm, personnage à l'origine du scandale

L'affaire Grimm-Hoffmann est un scandale de courte durée survenu au printemps 1917 et qui remit sérieusement en question la neutralité de la Suisse durant la Première Guerre mondiale.
Robert Grimm, membre du Parti socialiste suisse, se rend en Russie pour négocier une paix séparée entre ce pays et l'Allemagne, dans le but de mettre un terme à la guerre sur le front oriental de l'Europe, dans l'intérêt du socialisme et du pacifisme qu'il défend. Se faisant passer pour un diplomate et un représentant officiel du gouvernement suisse, il parvient à quelques avancées mais se voit contraint d'admettre la supercherie et de rentrer en Suisse lorsque les Alliés découvrent le plan de paix en discussion. La neutralité suisse est restaurée par la démission du conseiller fédéral Arthur Hoffmann qui lui avait apporté son soutien.

## Contexte
En 1917, le conflit poursuit son cours : les forces allemandes sont divisées et combattent les Russes sur le front oriental et les Franco-Britanniques sur le front occidental. Ces derniers insistent pour que cette situation se perpétue afin de maintenir les troupes allemandes mobilisées sur les deux fronts plutôt qu'elles se concentrent sur l'un d'eux.
C'est alors que le tsar Nicolas II de Russie est déposé par Alexandre Kerensky durant la révolution de février 1917. Lénine, le leader des bolcheviks, vit encore en exil en Suisse. Contrairement à Kerensky, celui-ci souhaite faire la paix avec l'Allemagne, quels qu'en soient le prix et les avis des alliés de la Russie. C'est pour cette raison que les Allemands décident d'aider Lénine à rentrer dans son pays.

## Voyage en Russie

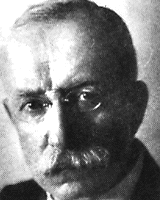
Portrait du conseiller fédéral Arthur Hoffmann

Robert Grimm, membre socialiste du Conseil national et membre dirigeant de la Commission socialiste internationale, rencontre Arthur Hoffmann, le conseiller fédéral responsable du Département politique (ministère des affaires étrangères). Grimm déclare à Hoffmann que s'il se rend à Petrograd, la capitale russe, il pourrait persuader le nouveau gouvernement russe de signer la paix avec l'Allemagne. Hoffmann donne son approbation à Grimm qui part officiellement pour préparer le retour des réfugiés russes dans leur pays.
Une fois à Petrograd, Grimm donne des conférences et participe à une réunion de la Commission socialiste internationale où il entre en relation avec plusieurs ministres et personnalités proches du gouvernement russe. Le 26 mai, Grimm envoie un télégramme à Hoffmann où il estime qu'une paix séparée semble possible et demande des précisions quant aux buts de guerre des belligérants. La réponse de ce dernier est interceptée par le ministre français de l'armement, le socialiste Albert Thomas, en visite à Petrograd, qui la transmet au gouvernement russe et la rend publique. Les alliés critiquent vivement cette entorse à la neutralité suisse.

## Conséquences
Hoffmann n'avait pas consulté ses collègues sur son initiative. Lorsque, le 18 juin, le Conseil fédéral est saisi de l'affaire, Hoffmann est contraint de démissionner le lendemain. Il se voit remplacé par le libéral Gustave Ador, président du Comité international de la Croix-Rouge.
Grimm est expulsé immédiatement de Russie. 